# Hennenei mit Saphir-Anhänger
Das Hennen-Ei mit Saphir-Anhänger ist das seit 1922 verschollene zweite „kaiserliche“ Fabergé-Ei. Es war ein Geschenk des russischen Kaisers Alexander III. an seine Ehefrau Maria Fjodorowna zum Osterfest 1886.
Das Hennen-Ei mit Saphir-Anhänger wurde zeitgenössisch als eine mit Diamanten im Rosenschliff besetzte Henne aus Gold beschrieben, die in ihrem Schnabel einen eiförmigen Saphir hält. Dazu gehört ein ebenfalls mit Diamanten besetzter und aus Gold gefertigter Weidenkorb. Das gesamte Kleinod war mit mehr als 500 Diamanten besetzt.
Auf das Ei wird in verschiedenen Archivalien des russischen Hofs Bezug genommen. Danach sollte die Henne zunächst aus Silber gefertigt werden und einen Saphir aus einem Nest picken. Im Zuge der Vorbereitungen konnte Fabergé mit seinen Vorstellungen überzeugen. Eine um 1890 von einem Hofbeamten erstellte handgeschriebene Liste nennt für das Ei einen Preis von 2986 Rubel und 25 Kopeken, davon allein 1800 Rubel für einen Saphir.
Nach der Abdankung des Kaisers Nikolaus II. wurden Mitte September 1917 etwa 40 Fabergé-Eier im Auftrag der Regierung Kerenski in die Rüstkammer des Moskauer Kremls gebracht. Die Zarenfamilie wurde im Juli 1918 ermordet. Die Fabergé-Eier wurden wahrscheinlich im Februar oder März 1922 dem Rat der Volkskommissare der RSFSR übergeben. Eine in einem Archiv vorgefundene Liste aus dem Jahr 1922 erwähnt eine silberne Henne, mit Diamanten im Rosenschliff besetzt und auf einem goldenen Ständer, die an den Rat der Volkskommissare übergeben worden sei. Die Beschreibung weicht in Bezug auf das Material von den Aufzeichnungen aus dem 19. Jahrhundert ab. In den 1920er Jahren erfolgte der Verkauf anderer Fabergé-Eier in Paris oder Berlin, wahrscheinlich durch die Antikwariat, die für die Verwertung von Kulturgut zuständige Abteilung des sowjetischen Handelsministeriums. Andere Eier tauchten im internationalen Kunsthandel wieder auf, das Hennen-Ei mit Saphir-Anhänger ist hingegen weiter verschollen.